# Putinești, Florești
Putinești este un sat din raionul Florești, Republica Moldova. Este amplasat pe malul stâng al Răutului la gura de vărsare a Cuboltei, la 17 km distanță de centrul raional Florești și 7 km de stația de cale ferată Mărculești.

## Etimologie
Denumirea are legătură cu latinul putină cu semnificația vas din lemn pentru păstrarea produselor agroalimentare: brânzeturi, murături ș.a. Nu este exclus că ar fi fost întemeiat de o persoană cu numele Putină. 

## Istoric

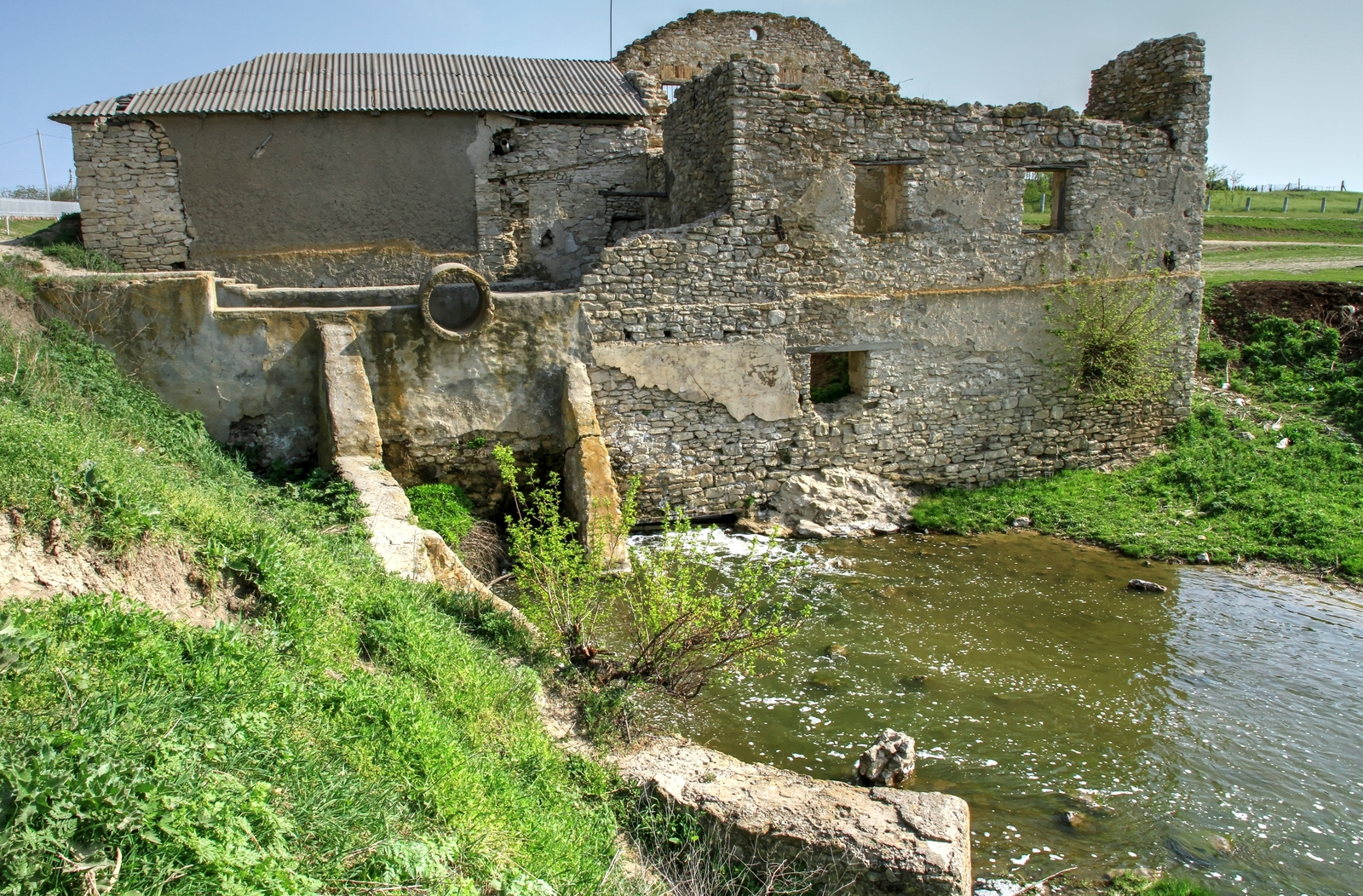
Moara veche pe râul Cubolta, situată la marginea sudică a satului.

Localitatea a fost menționată documentar pentru prima dată în anul 1588:
„Din mila lui Dumnezeu, noi Io Petru voievod, domn al Țării Moldovei. Facem cunoscut cu această carte a noastră, tuturor celor ce o vor vedea sau o vor auzi cetindu-se, că acest adevărat al nostru credincios și cinstit boier, jupan Andrei hatman ne-a slujit drept și credincios. De aceia noi, văzând slujba lui dreapta și credincioasă către noi, i-am miluit pe dânsul, cu deosebita noastră mila și i-am dat și i-am miluit pe dânsul dela noi, în țara noastră, în Moldova, cu un sat anume Zăvădinele, care este în ținutul Sorocii, pe râul Răut și pe amândouă părțile Răutului și cu loc de mori la râul Răutului, care acest sat a fost sat drept domnesc.

...

Iar apoi, s'au sculat niște sate, anume Budăeștii și Heciul și alte sate, ce sunt în prejurul Zăvădenilor și ni s'au plâns și și-au cerut hotarnic pe credinciosul nostru Danciul fost pârcălab, ca să le hotărnicească lor dinspre satul Zăvădini. ...

...

Dar noi am cercetat cu amănuntul, pentru rândul acestui sat Zăvădini și pentru hotarul lui pe unde a ținut. Astfel, așa am aflat că acest sat Zăvădini a fost scutărie domnească, făcută de Alexandru voievod. Și atunci, când a fost acolo scutărie , el a risipit toate satele, câte au fost pe Răut, pe amândouă părțile Răutului până la Nemțeani. ...[sunt enumerate satele care mărgineau moșia Zăvădini]... Iar a celor sate, pe care le-a risipit Alexandru voievod, el le-a dat lor atunci loc ca să-și întemeieze sate ...[sunt enumerate mai multe sate]... pentru Căenărești le-a dat loc de sat în jos de gura Bălții, unde se numește La Știuca, iar pentru Putinești, li s'a dat lor în jos de gura Bursucului și în sus de Bursuceani.

...

Iar pentru mai mare putere și întărire a toate acestor mai sus scrise, am poruncit credinciosului și cinstitului nostru boier, jupan Lupul Stroici mare logofăt, să scrie și să atârne pecetea noastră la aceasta adevărata carte de seamă a noastră.

A scris Roșca uricar în Iași, în anul 7096 <1588> August 20.”
La recensământul din 1817, în satul Putinești, din ocolul Răutului, ținutul Soroca, sunt înregistrate 34 de gospodării și 7 burlaci, în total 41 de birnici. Moșia aparținea Iordache Donici. Fondul funciar a fost repartizat astfel: 30 fălci - vatra satului; 100 fălci - fânaț; 150 fălci - teren arabil și 200 fălci - imaș (pășuni).
În anul 1859 în satul erau 109 de curți, 313 bărbați, 290 femei, stație poștală și o biserică ortodoxă.
Pe lângă localitate trece linia de cale ferată Slobodca-Bălți.
Anuarul Eparhiei Chișinăului și Hotinului din 1922 semnalează existența Bisericii Sf. Nicolae, zidită din piatră în anul 1828 de către Nicolae Panaioti. În sat existau 238 de gospodării de naționalitate română. În calitate de preot paroh slujea Alexandru Dașcheev, de 29 ani pe atunci, absolvent al seminarului teologic, în serviciu pe loc din 1916. Cântăreț era Iacov Arventiev, de 73 ani, fiind în serviciu sacru la aceeași biserică începând cu anul din 1864.
La începutul sec. XX avea 163 de case, 810 suflete, 198 vite mari, 40 cai.
La recensământul general al populației din 1930, în satul Putinești au fost numărați 1368 oameni, inclusiv 1289 români, 42 ruși, 6 polonezi și 31 evrei. Din punct de vedere lingvistic, 2337 locuitori au indicat limba română, limba ungară - 2 persoane; limba rusă - 11 pers.; limba ucraineană - 3 pers.; și 37 persoane - limba idiș.
În perioada interbelică, activitatea economică din sat era reprezentată de 3 băcănii ale localnicilor Ardeleanu Daniel, Botezatu Ioan, Rusu Ioan; 1 cârciumă deținută de Grădinaru Artemie. De asemenea, pe râul Cubolta funcționa o moară administrată de Weinstock Moise. Semințele de floarea soarele cultivată de țăranii de pe terenurile de primprejur erau transportate la Fabrica de ulei vegetal întreținută de Dinte Andrei.
În anii sovietici aici s-a aflat sediul colhozului „Zavetî Lenina”. Satul dispunea de: școală medie, casă de cultură cu instalație de cinema, centru de deservire socială, brutărie, poștă, magazin, creșă, monument eroilor căzuți în cel de-al doilea război mondial. În 1974 avea 2.095 locuitori.

## Demografie
| An   | Populație |
| ---- | --------- |
| 1859 | 603       |
| 1870 | 738       |
| 1875 | 625       |
| 1897 | 787       |
| 1904 | 810       |
| 1923 | 1.165     |
| 1930 | 1.368     |
| 1940 | 1.624     |
| 1941 | 1.589     |
| 1979 | 2.001     |
| 1989 | 1.967     |
| 2004 | 1.836     |
| 2014 | 1.614     |

### Structura etnică

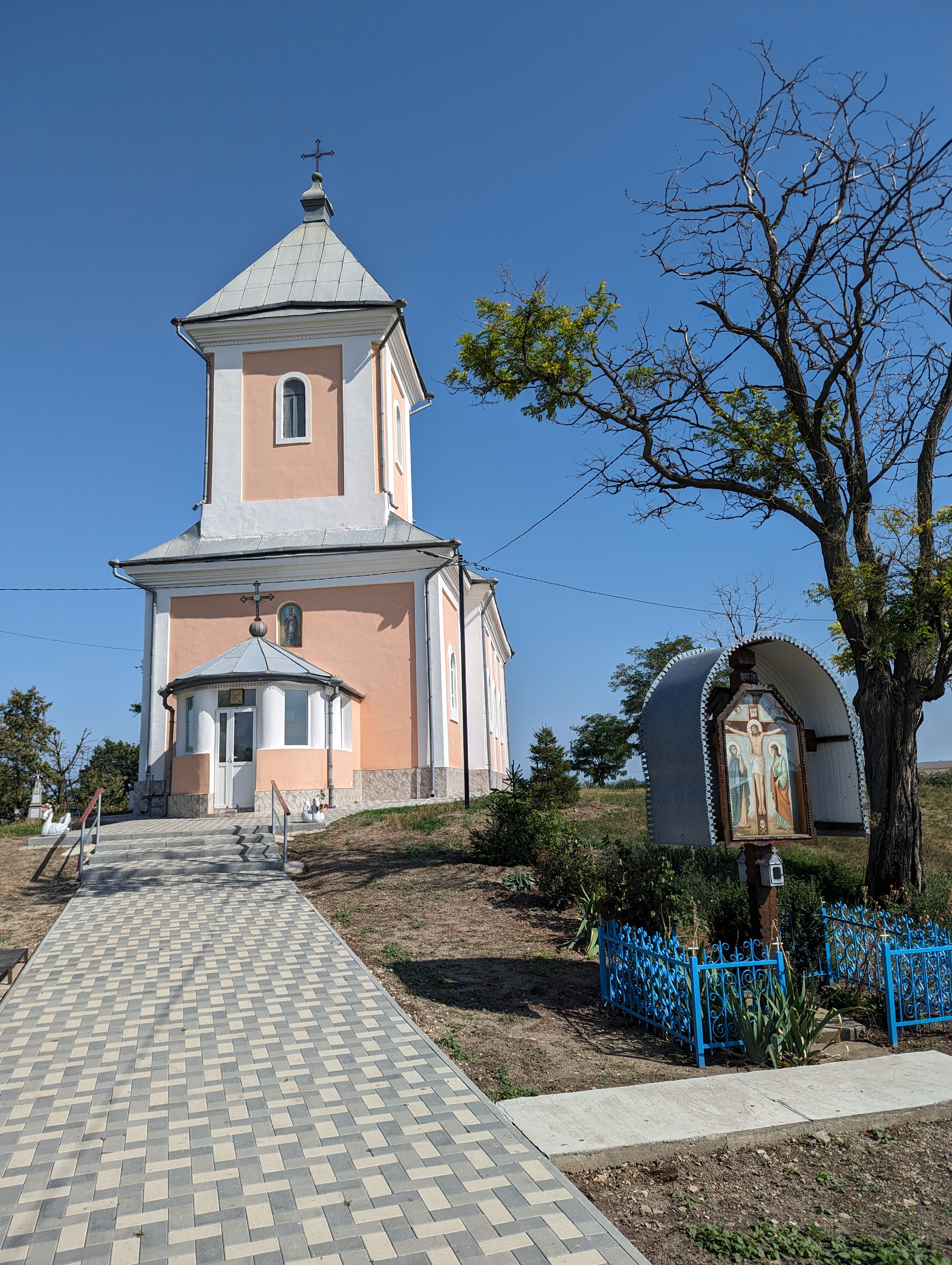
Biserica din localitate, privire frontală.

Structura etnică a satului conform recensământului populației din 2004:
| Grup etnic         | Populație | % Procentaj |
| ------------------ | --------- | ----------- |
| Moldoveni / Români | 1.812     | 98,69%      |
| Ucraineni          | 13        | 0,71%       |
| Ruși               | 9         | 0,49%       |
| Găgăuzi            | 1         | 0,05%       |
| Alții              | 1         | 0,05%       |
| Total              | 1.836     | 100%        |

## Administrație și politică
Componența Consiliului local Putinești (9 consilieri), ales la 5 noiembrie 2023, este următoarea:

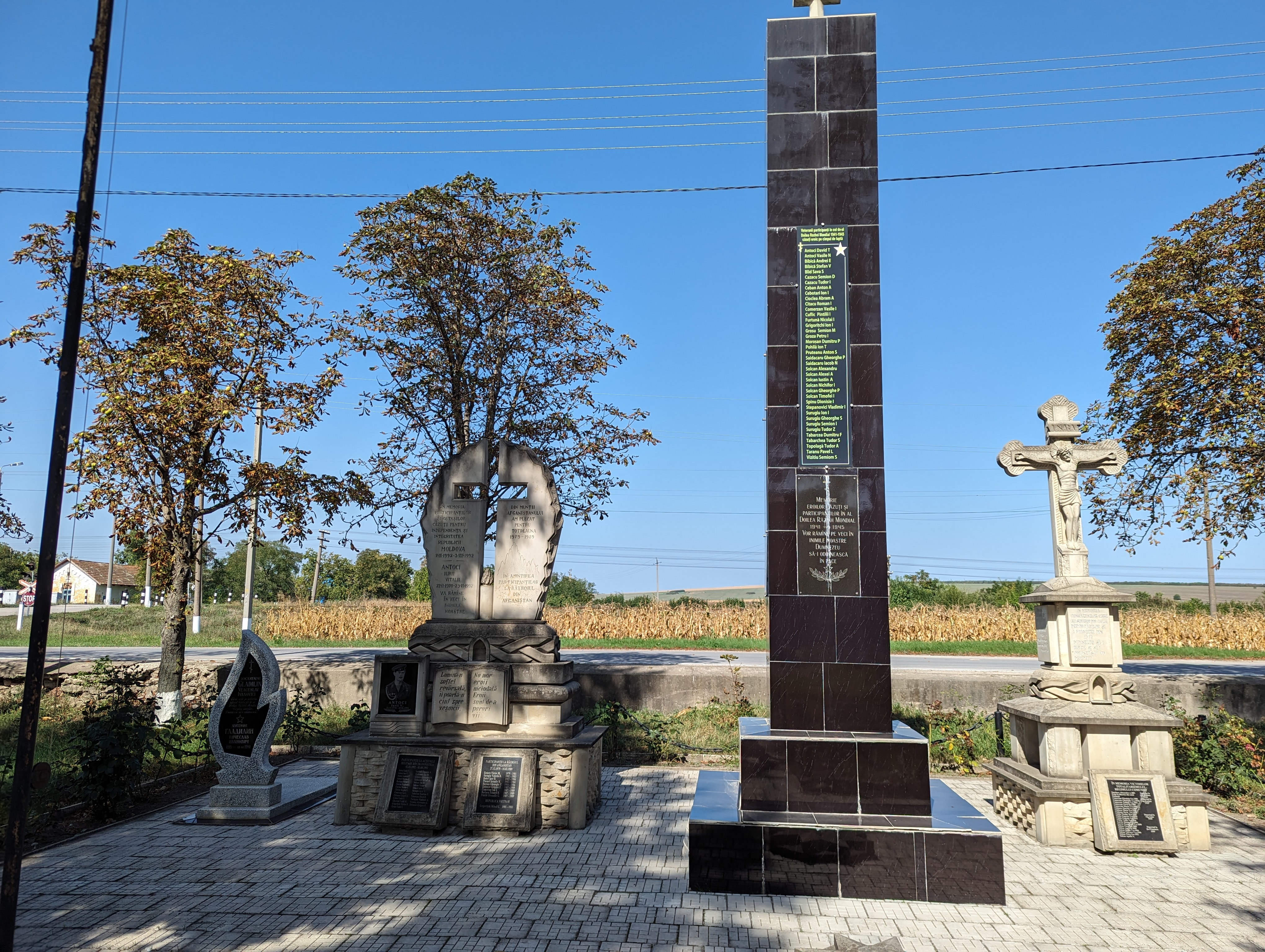
Memorialul consătenilor căzuți în Al Doilea Război Mondial.

|  | Partid                           | Consilieri | Componență | Componență | Componență | Componență | Componență | Componență | Componență |
|  | -------------------------------- | ---------- | ---------- | ---------- | ---------- | ---------- | ---------- | ---------- | ---------- |
|  | Mișcarea „Respect Moldova”       | 7          |            |            |            |            |            |            |            |
|  | Partidul Acțiune și Solidaritate | 2          |            |            |            |            |            |            |            |

## Atracții turistice
- Moara veche pe râul Cubolta.

## Personalități
- Gheorghe Ardeleanu (1925-1981), om de stat sovietic
- Vlad Pohilă (1953-2020), scriitor, publicist, traducător.
- Simion Duja (n. 1946), clarinetist, profesor universitar la Academia de Muzică, Teatru și Arte Plastice, artist emerit al Moldovei.[11]
- Liuba Iancovici (1924-2011), istoric, profesor la Universitatea din București.